# Lekkoatletyka na Letnich Igrzyskach Olimpijskich 2008 – rzut oszczepem mężczyzn

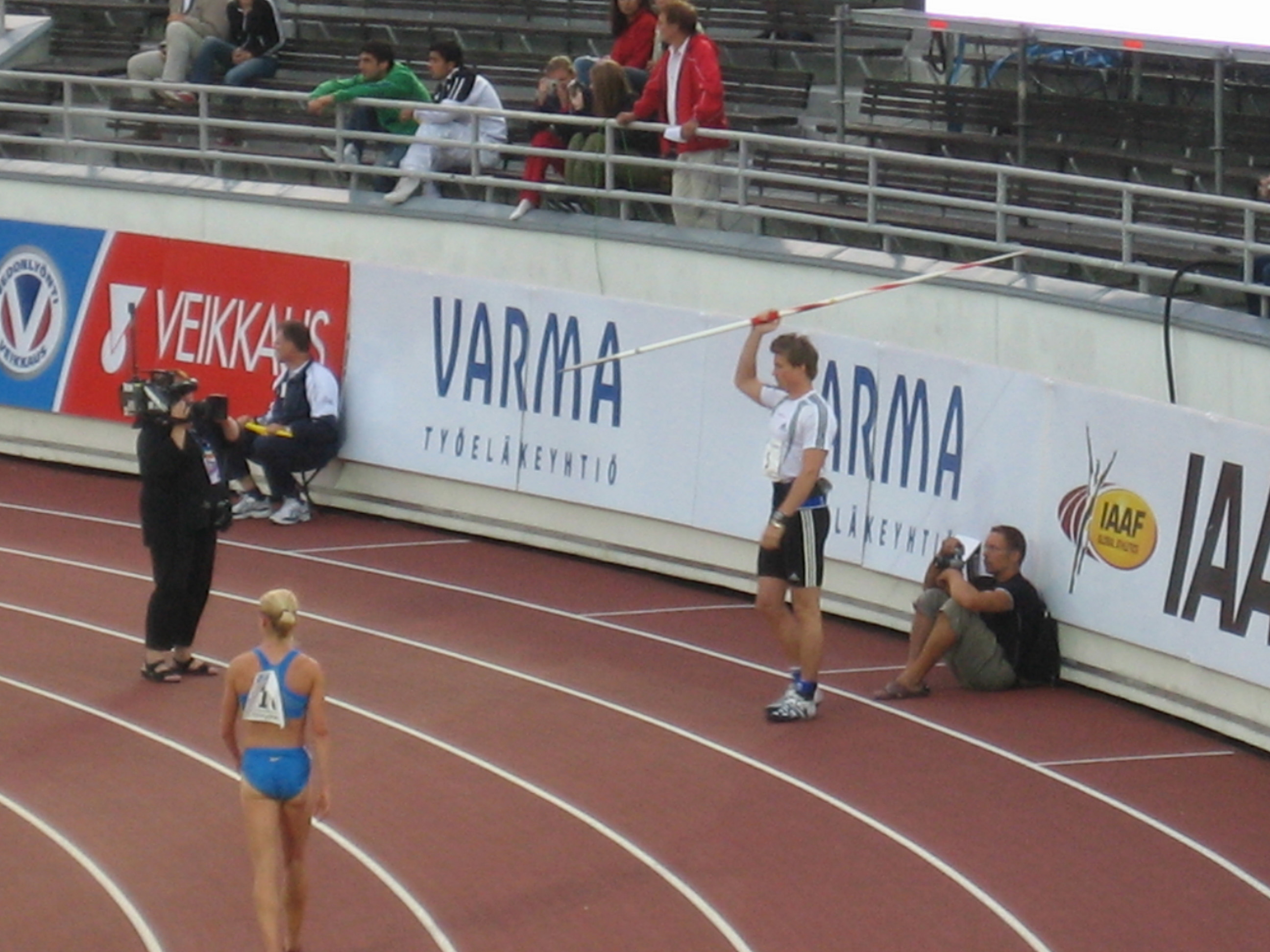
Mistrz olimpijski Andreas Thorkildsen

Rzut oszczepem mężczyzn – jedna z konkurencji lekkoatletycznych rozegranych podczas XXIX Letnich Igrzysk Olimpijskich w Pekinie.
Eliminacje  rzutu oszczepem rozegrano 21 sierpnia 2008, finał odbył się dwa dni później – 23 sierpnia o godzinie 19:00 czasu miejscowego.
Złoty medal zdobył Norweg Andreas Thorkildsen, broniąc tym samym wywalczony w Atenach, podczas poprzednich Igrzysk, tytuł mistrza olimpijskiego oraz ustanawiając nowy rekord olimpijski wynikiem 90,72 m. Medal Thorkildsena był zarazem jednym z trzech złotych krążków wywalczonych przez reprezentantów tego kraju podczas pekińskich Igrzysk.
Minimum A wyznaczone przez IAAF wynosiło 81,80 m, natomiast minimum B - 77,80 m.
| Poz. - pozycja \| Nr - numer startowy                                                    |
| - rekord olimpijski \| - rekord kraju \| - rekord życiowy \| - najlepszy wynik w sezonie |
| DNS - nie wystartował \| X - próba spalona \| – - pominięcie próby                       |
| * wyniki podawane w metrach                                                              |

## Rekordy
Tabela przedstawia najlepsze wyniki, które uzyskali zawodnicy na świecie, na każdym kontynencie oraz podczas igrzysk. Stan z dnia 8 sierpnia 2008 roku.
| Rekord świata                                  | Jan Železný (CZE)        | 98,48 m | Jena, Niemcy                    | 25.05.1996 |
| Rekord olimpijski                              | Jan Železný (CZE)        | 90,17 m | Sydney, Australia               | 23.09.2000 |
| Rekord Afryki                                  | Marius Corbett (RSA)     | 88,75 m | Kuala Lumpur, Malezja           | 21.09.1998 |
| Rekord Ameryki Południowej                     | Edgar Baumann (PAR)      | 84,70 m | San Marcos, Stany Zjednoczone   | 17.10.1999 |
| Rekord Ameryki Północnej, Środkowej i Karaibów | Breaux Greer (USA)       | 91,29 m | Indianapolis, Stany Zjednoczone | 21.06.2007 |
| Rekord Azji                                    | Kazuhiro Mizoguchi (JPN) | 87,60 m | San Jose, Stany Zjednoczone     | 27.05.1989 |
| Rekord Europy                                  | Jan Železný (CZE)        | 98,48 m | Jena, Niemcy                    | 25.05.1996 |
| Rekord Oceanii                                 | Jarrod Bannister (AUS)   | 89,02 m | Brisbane, Australia             | 29.02.2008 |

## Przebieg zawodów

### Runda kwalifikacyjna
Do zawodów przystąpiło 38 oszczepników z 29 krajów. Jedynym Polakiem w tej grupie był Igor Janik. Aby dostać się do finału, w którym startowało 12 zawodników, należało rzucić co najmniej 82,50 m (Q). W przypadku gdyby rezultat ten osiągnęła mniejsza liczba oszczepników lub gdyby żaden ze startujących nie uzyskał minimum, kryterium awansu były najlepsze wyniki uzyskane przez startujących (q). Sportowców podzielono na dwie grupy kwalifikacyjne: A i B (w każdej po 19 zawodników). Awans uzyskało po 6 najlepszych z każdej grupy. W eliminacjach każdy zawodnik miał do wykonania maksymalnie 3 próby.

#### Grupa A
| Poz. | Nr   | Imię i nazwisko        | Narodowość        | 1     | 2     | 3     | Rezultat | Uwagi |
| ---- | ---- | ---------------------- | ----------------- | ----- | ----- | ----- | -------- | ----- |
| 1    | 1296 | Scott Russell          | Kanada            | 80,42 | –     | –     | 80,42    | q     |
| 2    | 2332 | Ainārs Kovals          | LoŁotwa           | X     | X     | 80,15 | 80,15    | q     |
| 3    | 1193 | Uładzimir Kazłou       | Białoruś          | 77,07 | 80,06 | 78,41 | 80,06    | q     |
| 4    | 1708 | Teemu Wirkkala         | Finlandia         | 79,79 | 78,89 | 75,81 | 79,79    | q     |
| 5    | 1063 | Jarrod Bannister       | Australia         | 79,79 | X     | 77,40 | 79,79    | q     |
| 6    | 2958 | Magnus Arvidsson       | Szwecja           | 79,70 | 75,35 | 76,07 | 79,70    | q     |
| 7    | 2338 | Ēriks Rags             | Łotwa             | 79,33 | X     | 77,97 | 79,33    |       |
| 8    | 2216 | Yukifumi Murakami      | Japonia           | X     | 78,21 | 76,29 | 78,21    |       |
| 9    | 2584 | Igor Janik             | Polska            | 71,43 | 67,59 | 77,63 | 77,63    |       |
| 10   | 2298 | Park Jae-myong         | Korea Południowa  | 76,63 | 75,61 | 74,25 | 76,63    |       |
| 11   | 2728 | John Robert Oosthuizen | Południowa Afryka | X     | 74,55 | 76,16 | 76,16    |       |
| 12   | 3172 | Breaux Greer           | Stany Zjednoczone | 73,68 | –     | –     | 73,68    | SB    |
| 13   | 1328 | Ignacio Guerra         | Chile             | 71,07 | 71,35 | 73,03 | 73,03    |       |
| 14   | 2794 | Siergiej Makarow       | Rosja             | X     | X     | 72,47 | 72,47    |       |
| 15   | 1493 | Aniel Boué             | Kuba              | 71,29 | 71,85 | X     | 71,85    |       |
| 16   | 2555 | Víctor Fatecha         | Paragwaj          | 70,59 | 71,58 | 68,79 | 71,58    |       |
| 17   | 1883 | Stephan Steding        | Niemcy            | X     | 70,05 | X     | 70,05    |       |
| 18   | 3300 | Bobur Shokirjonov      | Uzbekistan        | 69,54 | 66,29 | 68,29 | 69,54    |       |
| 19   | 1999 | Csongor Olteán         | Węgry             | X     | X     | X     | 0NM      |       |

### Kolejność startowa
| Kolejność startowa | 1    | 2    | 3    | 4    | 5    | 6    | 7    | 8    | 9    | 10   | 11   | 12   | 13   | 14   | 15   | 16   | 17   | 18   | 19   |
| ------------------ | ---- | ---- | ---- | ---- | ---- | ---- | ---- | ---- | ---- | ---- | ---- | ---- | ---- | ---- | ---- | ---- | ---- | ---- | ---- |
| Kolejność startowa | 2958 | 1193 | 3300 | 1063 | 2584 | 1708 | 2298 | 3172 | 2728 | 2555 | 2794 | 1328 | 2332 | 2338 | 1493 | 1883 | 2216 | 1999 | 1296 |

## Grupa B
| Poz. | Nr   | Imię i nazwisko     | Narodowość        | 1     | 2     | 3     | Rezultat | Uwagi |
| ---- | ---- | ------------------- | ----------------- | ----- | ----- | ----- | -------- | ----- |
| 1    | 2341 | Vadims Vasiļevskis  | LoŁotwa           | 83,51 |       |       | 83,51    | Q     |
| 2    | 2810 | Ilja Korotkow       | Rosja             | 79,13 | 83,33 |       | 83,33    | Q     |
| 3    | 1689 | Tero Pitkämäki      | Finlandia         | X     | 82,61 |       | 82,61    | Q     |
| 4    | 1697 | Tero Järvenpää      | Finlandia         | 77,76 | 82,34 | –     | 82,34    | q     |
| 5    | 1529 | Vítězslav Veselý    | Czechy            | X     | 78,93 | 81,20 | 81,20    | q     |
| 6    | 2533 | Andreas Thorkildsen | Norwegia          | 79,85 | X     | –     | 79,85    | q     |
| 7    | 2852 | Aleksandr Iwanow    | Rosja             | 75,73 | 73,89 | 79,27 | 79,27    |       |
| 8    | 3233 | Leigh Smith         | Stany Zjednoczone | X     | 74,18 | 76,55 | 76,55    |       |
| 9    | 2541 | Stuart Farquhar     | Nowa Zelandia     | 76,14 | 75,51 | 73,87 | 76,14    |       |
| 10   | 1640 | Mihkel Kukk         | Estonia           | 63,42 | 70,55 | 75,56 | 75,56    |       |
| 11   | 1358 | Chen Qi             | Chiny             | 73,50 | X     | X     | 73,50    |       |
| 12   | 3180 | Mike Hazle          | Stany Zjednoczone | X     | 72,75 | 71,69 | 72,75    |       |
| 13   | 1962 | Ioánnis Smaliós     | Grecja            | X     | 71,87 | 67,39 | 71,87    |       |
| 14   | 3080 | Roman Awramenko     | Ukraina           | 71,64 | 70,68 | 71,10 | 71,64    |       |
| 15   | 2878 | Matija Kranjc       | Słowenia          | 71,00 | X     | X     | 71,00    |       |
| 16   | 1035 | Pablo Pietrobelli   | Argentyna         | 58,04 | 66,95 | 69,09 | 69,09    |       |
| 17   | 1919 | Alexander Vieweg    | Niemcy            | 67,49 | 66,37 | 67,39 | 67,49    |       |
| 18   | 1270 | Kolio Neszew        | Bułgaria          | 66,00 | X     | X     | 66,00    |       |
| 19   | 1038 | Melik Dżanojan      | Armenia           | X     | X     | 64,47 | 64,47    |       |

### Kolejność startowa
| Kolejność startowa | 1    | 2    | 3    | 4    | 5    | 6    | 7    | 8    | 9    | 10   | 11   | 12   | 13   | 14   | 15   | 16   | 17   | 18   | 19   |
| ------------------ | ---- | ---- | ---- | ---- | ---- | ---- | ---- | ---- | ---- | ---- | ---- | ---- | ---- | ---- | ---- | ---- | ---- | ---- | ---- |
| Kolejność startowa | 1038 | 3233 | 2541 | 2852 | 1270 | 1640 | 1689 | 2878 | 1358 | 1035 | 3080 | 2810 | 1962 | 2341 | 1919 | 2533 | 1697 | 1529 | 3180 |

## Runda finałowa
Do finału awansowało 12 zawodników. Po 3 kolejkach rzutów pozostała czołowa ósemka, która walczyła o tytuł mistrza olimpijskiego.
Poniższa tabela prezentuje wyniki finałowego konkursu rzutu oszczepem, który odbył się na Stadionie Narodowym w Pekinie 23 sierpnia 2008 roku.
| Poz. | Nr   | Imię i nazwisko     | Narodowość | 1     | 2     | 3     | 4     | 5     | 6     | Rezultat | Uwagi |
| ---- | ---- | ------------------- | ---------- | ----- | ----- | ----- | ----- | ----- | ----- | -------- | ----- |
| 1    | 2533 | Andreas Thorkildsen | Norwegia   | 84,72 | 85,91 | 87,93 | 85,13 | 90,57 | –     | 90,57    | OR    |
| 2    | 2332 | Ainārs Kovals       | LoŁotwa    | 79,45 | 82,63 | 82,28 | 78,98 | 80,65 | 86,64 | 86,64    | PB    |
| 3    | 1689 | Tero Pitkämäki      | Finlandia  | 83,75 | X     | 80,69 | 85,83 | X     | 86,16 | 86,16    |       |
| 4    | 1697 | Tero Järvenpää      | Finlandia  | 83,95 | X     | X     | X     | X     | 83,63 | 83,95    |       |
| 5    | 1708 | Teemu Wirkkala      | Finlandia  | X     | 73,90 | 83,46 | X     | –     | 78,23 | 83,46    |       |
| 6    | 1063 | Jarrod Bannister    | Australia  | 83,45 | 80,59 | 82,20 | –     | –     | –     | 83,45    |       |
| 7    | 2810 | Ilja Korotkow       | Rosja      | 82,54 | X     | 76,84 | 82,15 | X     | 83,15 | 83,15    |       |
| 8    | 1193 | Uładzimir Kazłou    | Białoruś   | 82,06 | 77,57 | 74,09 | X     | X     | 75,36 | 82,06    | PB    |
| 9    | 2341 | Vadims Vasiļevskis  | LoŁotwa    | 76,75 | X     | 81,32 |       |       |       | 81,32    |       |
| 10   | 1296 | Scott Russell       | Kanada     | 80,90 | 78,02 | X     |       |       |       | 80,90    |       |
| 11   | 2958 | Magnus Arvidsson    | Szwecja    | 79,85 | 79,57 | 80,16 |       |       |       | 80,16    |       |
| 12   | 1529 | Vítězslav Veselý    | Czechy     | X     | X     | 76,76 |       |       |       | 76,76    |       |

### Kolejność startowa
| Kolejność startowa | 1    | 2    | 3    | 4    | 5    | 6    | 7    | 8    | 9    | 10   | 11   | 12   |
| ------------------ | ---- | ---- | ---- | ---- | ---- | ---- | ---- | ---- | ---- | ---- | ---- | ---- |
| Próby 1-3          | 1529 | 2332 | 2341 | 1689 | 2810 | 1296 | 1708 | 1697 | 1193 | 2533 | 2958 | 1063 |
| Próby 4-5          | 1193 | 2810 | 2332 | 1063 | 1708 | 1689 | 1697 | 2533 |      |      |      |      |
| Próba 6            | 1193 | 2810 | 2332 | 1063 | 1708 | 1697 | 1689 | 2533 |      |      |      |      |